# Stanisław Krzyżanowski (1841–1881)

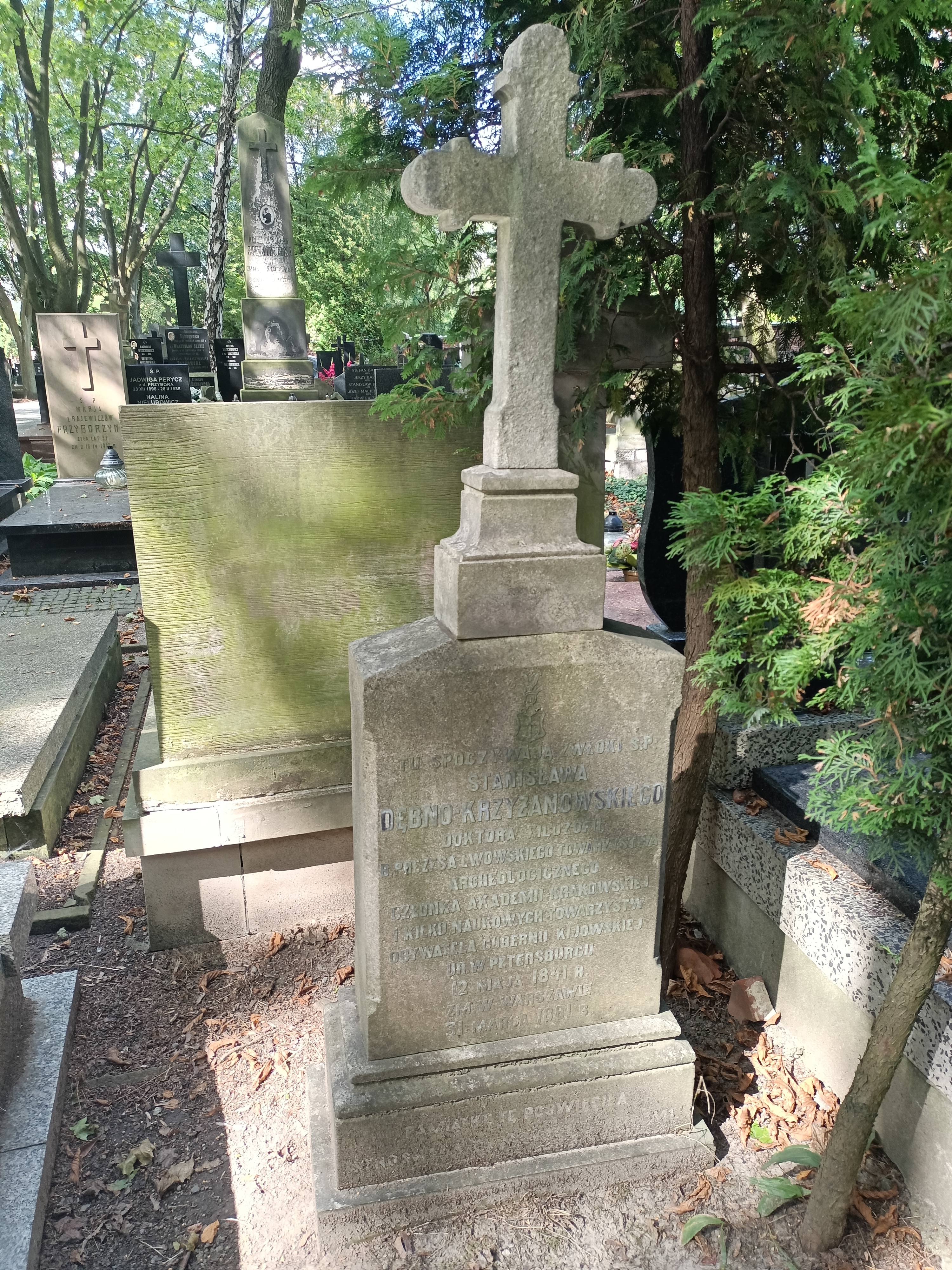
Nagrobek Stanisława Dębno-Krzyżanowskiego na Cmentarzu Powązkowskim

Stanisław Filip Jakub Krzyżanowski herbu Dębno (ur. 12 maja 1841 w Petersburgu, zm. 31 marca 1881 w Warszawie) – historyk, redaktor i wydawca czasopisma Rocznik dla Archeologów Numizmatyków i Biografów Polskich.
Syn Michała oraz Idalii z Różańskich. Członek Akademii Umiejętności, Imperatorskiego Moskiewskiego Towarzystwa Archeologicznego.
Od roku 1862 mieszkał w majątku Czerpowody w powiecie humańskim.
W roku 1870 obronił pracę doktorską o Szymonie Okolskim. Później był autorem licznych prac krajoznawczych. W 1873 roku został członkiem czynnym Moskiewskiego Towarzystwa Archeologicznego. Pochowany na warszawskich Powązkach.

## Literatura
- Dziwik K, Krzyżanowski Stanisław Filip, Polski Słownik Biograficzny, t. 15, Wrocław – Warszawa – Kraków, 1970, s. 618–619
- Aftanazy R. Dzieje rezydencji na dawnych kresach Rzeczypospolitej, t. 10. Wrocław, 1996;
- Грушевський М.C. Твори, т. 8. Lwów, 2007;
- Колесник В. Відомі поляки в історії Вінниччини. Winnica, 2007.